# Hudsonelpidia
Hudsonelpidia is een geslacht van uitgestorven kleine parvipelvische ichthyosauriërs bekend uit British Columbia in Canada.

## Naamgeving
Frank Riter, de kapitein van een rondvaartboot, zag in 1988 op de Brown Hill een fossiel van een kleine ichthyosauriër uit de rotswand steken, dat hij de Little Devil in the Rocks noemde. Hij liet de locatie zien aan paleontologen van het ROM. Die namen aan dat het het jong betrof van een grotere ichthyosauriër, een shastasaurus, die nabij in de lagen opgegraven was. Ze maakten geen haast de vondst te bergen. Riter was bang dat het stuk door vorstwerking verloren zou gaan en samen met zijn vrienden Loyd Gething en Al Hamilton, inwoners van Hudson's Hope, verwijderde hij met een diamantzaag de plaat uit de rotsen. Ze doneerden het specimen aan het Hudson's Hope Museum and Historical Society. Dat instituut had geen faciliteiten de vondst goed te bewaren en daarom liet men het voorlopig maar in de kelder van Hamiltons huis liggen. Daar werd er door het ROM ook een eerste afgietsel van gemaakt. Daaruit bleek dat het een nog onbekende soort betrof. Het Royal Ontario Museum, erop wijzend dat het Hudson's Hope Museum geen climate control had, wist daarop het exemplaar via een ruil te bemachtigen: men deed ervan afstand voor een afgietsel van het origineel, een afgietsel van de shastasaurus en nog eens twee ichthyosauriërafgietsels. Het werd geprepareerd door Ian Morrison.
Hudsonelpidia werd benoemd en beschreven door Chris McGowan in 1995 en de typesoort is Hudsonelpidia brevirostris. De geslachtsnaam is een combinatie van Hudson en elps, 'hoop' in het Grieks, ter ere van de stad Hudson’s Hope welke het onderzoek steunde. De soortaanduiding betekent 'met de korte snuit'.
Het holotype is ROM 44629, een bijna compleet skelet van minder dan een meter lang. Het ligt grotendeels in verband, maar is sterk platgedrukt en verweerd wat de beschrijving bemoeilijkte. Het werd verzameld in de Jewitt Spur-vindplaats in de Pardonet-formatie, daterend uit het Midden-Norien van het Laat-Trias, ongeveer 210 miljoen jaar geleden. Het werd gevonden op de noordelijke oever van de Peace Reach-tak van Williston Lake. Gezien de geringe omvang werd eerst vermoed dat het om een jong dier ging, maar nader onderzoek wees uit dat het een volwassen individu betrof zoals onder andere bleek uit de relatief korte kop.
De skeletten ROM 44633 (twee voorvinnen, delen van de schoudergordel en twintig ruggenwervels) en ROM 1994-3/ROM 4463/RBCM EH zijn aan de soort toegewezen. Ook zij komen van de Brown Hill.

## Beschrijving

### Grootte en diagnose
De soort werd minder dan een meter lang.
Door McGowan werden enkele markante kenmerken vastgesteld. Het opperarmbeen is slank met een lengte ongeveer tweemaal de proximale breedte (bij ichthyosauriërs is het opperarmbeen meestal meer schijfvormig). Het spaakbeen en de ellepijp zijn in wezen rechthoekig (ze vormen platen om de vin te ondersteunen) iets breder dan lang en vermoedelijk een klein foramen omsluitend. Er zijn minstens vijf vingers (bij afgeleide ichthyosauriërs worden die vaak aangevuld door nieuwvormingen). Het bekken is in drieën gedeeld waarbij zitbeen en schaambeen gescheiden zijn (het derde element is het darmbeen). Zitbeen en schaambeen zijn eerder langwerpig dan plaatvormig en beide zijn langer dan breed. De achterste vin telt meer dan vijf tenen. Het dijbeen is relatief groot, de lengte van het opperarmbeen benaderend. Sommige elementen van de achterste vin (verder allemaal schijfvormig) hebben inkepingen op de voorrand en achterrand.

#### Skelet
De snuit is kort, minder dan 57% van de schedellengte beslaand, wellicht in feite 52%. De oogkas is daarentegen groot, een kwart van de koplengte uitmakend. De snuit wordt doorboord door eigenaardige foramina die van andere ichthyosauriërs onbekend zijn.
Er zijn tussen de veertig en vijftig presacrale wervels, maar hun precieze aantal en vorm kon niet worden vastgesteld.
Dat schaambeen en zitbeen niet plaatvormig zijn, kan komen doordat ze verwisseld zijn met ander elementen; hun identificatie was onder voorbehoud. Het dijbeen heeft 80% van de lengte van het opperarmbeen. Het scheenbeen is langwerpig, zij het wel een beenschijf.

## Fylogenie
Hudsonelpidia heeft een zeer stabiele positie in veel cladistische analyses, basaal in de Parvipelvia. De familie Hudsonelpidiidae werd in 2003 door McGowan en Motani benoemd om dit geslacht op te nemen.